# رأس الكلب (لبنان)
رأس الكلب عبارة عن كهف مجزأ على شاطئ البحر ومستوطنة من العصر الحجري القديم تقع على ساحل لبنان المنخفض (5 أمتار (16 قدمًا)، على بعد 8 كم (5.0 ميل) شمال بيروت. إنها واحدة من أقدم المساكن الموجودة في البلاد.
تم إجراء حفريات الإنقاذ في عام 1959 من قبل دوروثي جارود وجي. هنري مارتن. هنري مارتن. قاموا بحفر خندقين أطلقوا عليهما اسم خنادق "السكك الحديدية" و"النفق"، واستخرجوا منها أكثر من 30000 قطعة أثرية من الصوان من مجموعة واسعة للتحليل الإحصائي من 22 طبقة جيولوجية. استنتج أن البحر قد تجاوز مستوى الكهف 3 مرات منذ أول سكن له في حوالي 50000 سنة قبل الميلاد (52000 سنة قبل الميلاد).
اكتشفوا أيضًا سنًا مقترحًا للانتماء إلى إنسان نياندرتال. اقترح أن السكان كانوا خبراء في صيد الغزلان باستخدام الأحجار المسترجعة.